# Diospyros ebenum
Espèce
Synonymes
- Diospyros assimilis Bedd.[2] [1]
- Diospyros ebenaster Retz.[2] [1]
- Diospyros glaberrima Rottler[2] [1]
- Diospyros laurifolia A.Rich.[2] [1]
- Diospyros melanoxylon Willd.[1]
- Diospyros membranacea A.DC.[2]
- Diospyros reticulata var. timoriana A.DC.[2] [1]
- Diospyros timoriana (A.DC.) Miq.[2] [1]

Statut de conservation UICN

 DD  : Données insuffisantes
Diospyros ebenum est une espèce de plantes à fleurs de la famille des Ebenaceae. C'est un arbre présent dans le sud de l’Inde, au Sri Lanka et en Indonésie.
La variété Diospyros ebenum var. acuminata provient du nord des Célèbes, en Indonésie.
Il est connu comme « Kaluwara » par un peuple singhalais en raison du bois dur noir de l’arbre. L’Inde et le Sri Lanka ont des lois interdisant le commerce international du bois.

## Description
Cet arbre de taille moyenne à haute, au feuillage sempervirent pousse très lentement jusqu'à 20-25 mètres de hauteur. Les feuilles sont entières et ont une forme ovale allongée, d'environ 6-15 centimètres de long et de 3-5 centimètres de large. Le fruit n'est pas très grand, d'environ 2 centimètres de diamètre et ressemble à de petits fruits de kaki. 
L'aubier est gris jaunâtre clair. Le bois de cœur est noir brillant avec des fibres claires occasionnelles. Ce bois à l'aspect brillant métallique a également une texture fine et lisse. Le bois est droit, au grain parfois anarchique et ondé. La densité du bois sec est d'environ 1190 kg / m3.

## Liste des variétés
Selon Tropicos (10 avril 2019) :
- variété Diospyros ebenum var. acuminata Haines

## Publication originale
- Physiographiska Sälskapets Handlingar 1: 176. 1776.